# 普拉蒂尼亚
普拉蒂尼亚是巴西米纳斯吉拉斯州的一个市镇。总面积619.296平方公里，总人口3236人，人口密度5.2人/平方公里。